# AAdvantage
AAdvantage is het frequentflyerprogramma van American Airlines. Dit was het eerste programma in zijn soort, begonnen op 1 mei 1981, en is met meer dan 50 miljoen leden (2005) het grootste ter wereld.

## Luchtvaartpartners van AAdvantage
Naast de luchtvaartpartners in de Oneworld en American Eagle allianties, heeft American Airlines ook nog connecties voor het sparen/inwisselen van miles met verschillende andere luchtvaartpartners.

### Oneworldleden
- American Airlines
- British Airways
- Cathay Pacific
- Finnair
- Iberia
- Japan Airlines
- Malaysia Airlines
- Qantas
- Qatar Airways
- Royal Air Maroc
- Royal Jordanian
- S7 Airlines
- SriLankan Airlines

### Overige luchtvaartpartners
- Alaska Airlines
- Air Tahiti Nui
- Cape Air
- China Southern Airlines
- Ethiad Airways
- Fiji Airways
- Hawaiian Airlines
- Horizon Air
- Interjet
- Seaborne Virgin Islands